# Seleção Portuguesa de Futebol de Praia
A Seleção Portuguesa de Futebol de Praia representa Portugal nas competições internacionais de futebol de praia (ou beach soccer).

## Jogadores
Nota: Bandeiras indicam equipe nacional, conforme definido pelas regras de elegibilidade da FIFA. Os jogadores podem ter mais de uma nacionalidade não-FIFA.
| N.º |          | Posição | Jogador          |
| --- | -------- | ------- | ---------------- |
| 1   | Portugal | G       | Tiago Petrony    |
| 2   | Portugal | D       | Rui Coimbra      |
| 3   | Portugal | M       | Leonardo Martins |
| 4   | Portugal | M       | Bruno Torres     |
| 5   | Portugal | A       | Jordan Santos    |
| 6   | Portugal | M       | Alan Cavalcanti  |

| N.º |          | Posição | Jogador          |
| --- | -------- | ------- | ---------------- |
| 7   | Portugal | A       | Madjer           |
| 8   | Portugal | D       | José Maria       |
| 9   | Portugal | M       | Bruno Novo       |
| 10  | Portugal | A       | Belchior         |
| 11  | Portugal | A       | Bernardo Martins |
| 12  | Portugal | G       | Andrade          |
| 13  | Portugal | M       | Tiago Batalha    |

## Títulos
| Mundiais            | Mundiais | Mundiais                                              |
| Competição          | Títulos  | Ano                                                   |
| ------------------- | -------- | ----------------------------------------------------- |
| Campeonato do Mundo | 3        | 2001, 2015 e 2019                                     |
| Mundialito          | 7        | 2003, 2008, 2009, 2012, 2014, 2018 e 2019             |
| Continentais        |          |                                                       |
| Competição          | Títulos  | Ano                                                   |
| Taça da Europa      | 7        | 1998, 2001, 2002, 2003, 2004, 2006 e 2016             |
| Liga Europeia       | 9        | 2002, 2007, 2008, 2010, 2015, 2019, 2020, 2021 e 2024 |
| Jogos Europeus      | 1        | 2019                                                  |
| Copa Latina         | 1        | 2000                                                  |

1. ↑  «Palmarés das Seleções Nacionais». Futebol de Praia Portugal. 9 de outubro de 2023. Consultado em 10 de abril de 2025